# Mount Rowland
Mount Rowland ist ein 1550 m hoher Berg mit spitzem Gipfel im ostantarktischen Viktorialand. In der Saint Johns Range ragt er im Zentrum des Rutherford Ridge auf.
Das Advisory Committee on Antarctic Names benannte ihn 2008 nach dem US-amerikanischen Chemiker und Nobelpreisträger Frank Sherwood Rowland (1927–2012), der 1974 gemeinsam mit Mario J. Molina den durch Fluorchlorkohlenwasserstoffe katalysierten Ozonabbau erstmals beschrieben hatte.